# Singapur (singel)
Singapur – singel Kazika Staszewskiego promujący album "Piosenki Toma Waitsa". Singel został wydany we wrześniu 2003 roku przez wytwórnię Luna Music.

## Lista utworów
1. Singapur
2. Bourbon mnie wypełnia
3. Singapur (teledysk)

muzyka i słowa: Tom Waits, Kathleen Brennan